# Mata da Rainha
Mata da Rainha é uma localidade portuguesa do Município do Fundão que foi sede da extinta Freguesia de Mata da Rainha, freguesia que tinha 18,33 km² de área e 149 habitantes (2011), e, por isso, uma densidade populacional de 8,1 hab/km².
A Freguesia de Mata da Rainha foi constituída em 15 de Setembro de 1976, com território desanexado da Freguesia de Vale de Prazeres,, à qual pertenceu desde 1855, tendo sido extinta em 2013, quando foi novamente agregada à Freguesia de  Vale de Prazeres, no âmbito de uma reforma administrativa nacional, para formar uma nova freguesia denominada União das Freguesias de Vale de Prazeres e Mata da Rainha com sede em Vale de Prazeres.
Dista cerca de cinco quilómetros da freguesia de Aldeia de Santa Margarida.

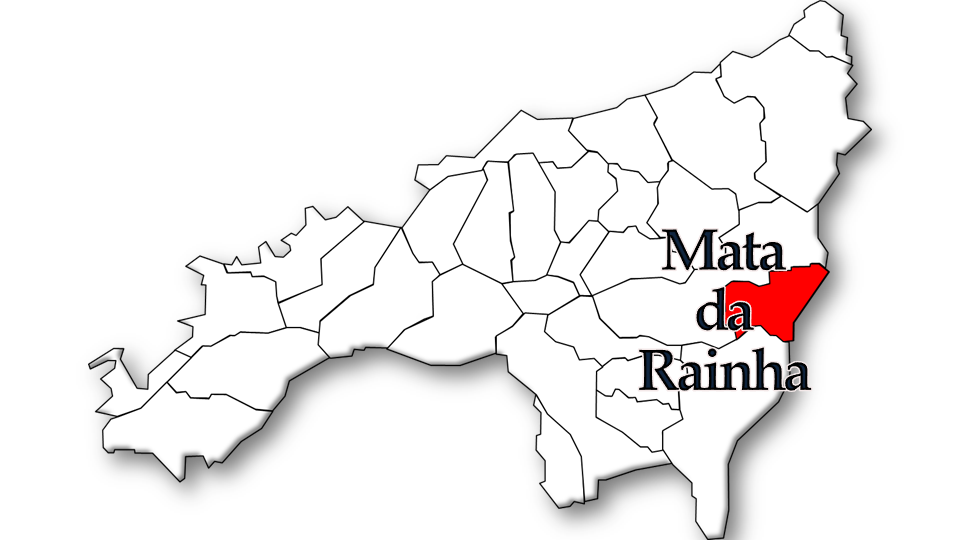
Localização no Município do Fundão

## População
| 1981 | 1991 | 2001 | 2011 |
| 323  | 331  | 214  | 149  |

Criada pelo Decreto-Lei n.º 733/76, com lugares desanexados da freguesia de Vale de Prazeres (Fonte: INE)

## História
Esta povoação esteve eclesiasticamente integrada na Freguesia de Pedrógão de São Pedro, concelho de Penamacor. Até se desanexar do concelho, pertenceu ao concelho ou termo da Covilhã, no reinado de D. Fernando - "o Rei Formoso".
D. João I confirmou este mandato, por uma carta régia de 1454. (Fonte: Torre do Tombo, do livro 1º da Comarca da Beira, na Casa da Coroa a folha dez, verso). No número destes lugares dados por D. Fernando a Penamacor, lá encontramos a Mata, Martianas ou Martinanes, Catrão, etc, povoações que ficam próximas da Mata da Rainha.

## Lenda da Mata e da Torre
O nome da localidade, segundo a tradição, dever-se-á a uma disputa entre dois príncipes pela formosa filha de um rei mouro. Com os dois príncipes perdidos de amores pela princesa, e tendo o rei os dois pretendentes em grande estima e sem saber qual haveria de escolher para genro, terá mandado um escavar uma mina e outro construir uma torre. Quem terminasse primeiro casaria com a princesa.
Contudo, deu-se o facto de ambos os príncipes terem concluído a sua tarefa ao mesmo tempo e em simultâneo terão chegado junto do rei para lho comunicar.
- Torre feita - disse um
- Água à porta - afirmou o outro em simultâneo.
Ao que o rei respondeu:
- Filha do rei morta.
Face a isto, a jovem princesa terá sido metida num cortiço e serrada ao meio. Segundo a história, ao ouvir a sentença do pai, terá a bela dito:
| "Na Torre fui creada Na Mata me matarão; Pois a minha formosura Foi a minha perdição" |

## Património
- Fonte romana
- Cruzeiros
- Sepulturas antropomórficas
- Antigas minhas da Mata da Rainha
- Lugar do Cabeço do Padre